# Hongqi L5
O Hongqi L5 é um automóvel de luxo com estilo retrô produzido pela Hongqi cujo projeto foi inspirado no Hongqi CA770 já descontinuado, servindo como veículo carro-chefe da Hongqi para o mercado automotivo chinês. Tem 5,555 m de comprimento, sendo cinco um número da sorte na cultura chinesa.

## Primeira geração (2014-2022)
Lançado em 2013 no Salão do Automóvel de Xangai, o L5 é conhecido por ser atualmente o carro chinês mais caro já disponível para compra, custando CN¥ 5 milhões renminbis. É o veículo oficial de Estado da China, visto que é utilizado pelo presidente Xi Jinping. O sedã atualmente é oferecido apenas na China.

O Hongqi L5 durante um desfile em Minsk em 2017.

O L5 foi exportado para a Bielorrússia por meio de doações, onde é usado pelos militares bielorrussos como carro de desfile, sendo lançado pela primeira vez na Parada do Dia da Vitória em Minsk em 2015.
Em 2016, a Hongqi anunciou uma versão V8 do L5, movida por um V8 biturbo de 4 litros produzindo 381 cavalos de potência com um câmbio automático de oito velocidades. O modelo V12 de 6 litros é designado como CA7600 e a versão V8 como CA7400. O CA7400 foi lançado em 2017.

### Recepção
Jeremy Clarkson analisou o L5 V12 (referindo-se a ele como "o Hongqi" em vez do nome do modelo) durante o episódio "Comida Chinesa para Reflexão" do The Grand Tour e, embora crítico do desempenho - duvidando das 3,2 toneladas o veículo faria 60 mph - e o assento (também que o ajustador de direção no modelo de demonstração estava quebrado), afirmou "[ele] não se importava com nada disso, porque é simplesmente magnífico e maligno - gloriosamente, brilhantemente, maligno", e que era um "carro de vilão de desenho animado".

## Segunda geração (2023-)
Em abril de 2023, a segunda geração do Hongqi L5 foi revelada no Salão do Automóvel de Shangai de 2023.
A segunda geração do L5 apresenta um projeto de carroceria de duas cores, mede 5.980/2.090/1.710 mm de dimensão e uma distância entre eixos de 3.730 mm, que é significativamente maior que a geração anterior. É equipado com um motor V8 turboalimentado de 4,0 litros que entrega uma potência máxima de 285 quilowatts.

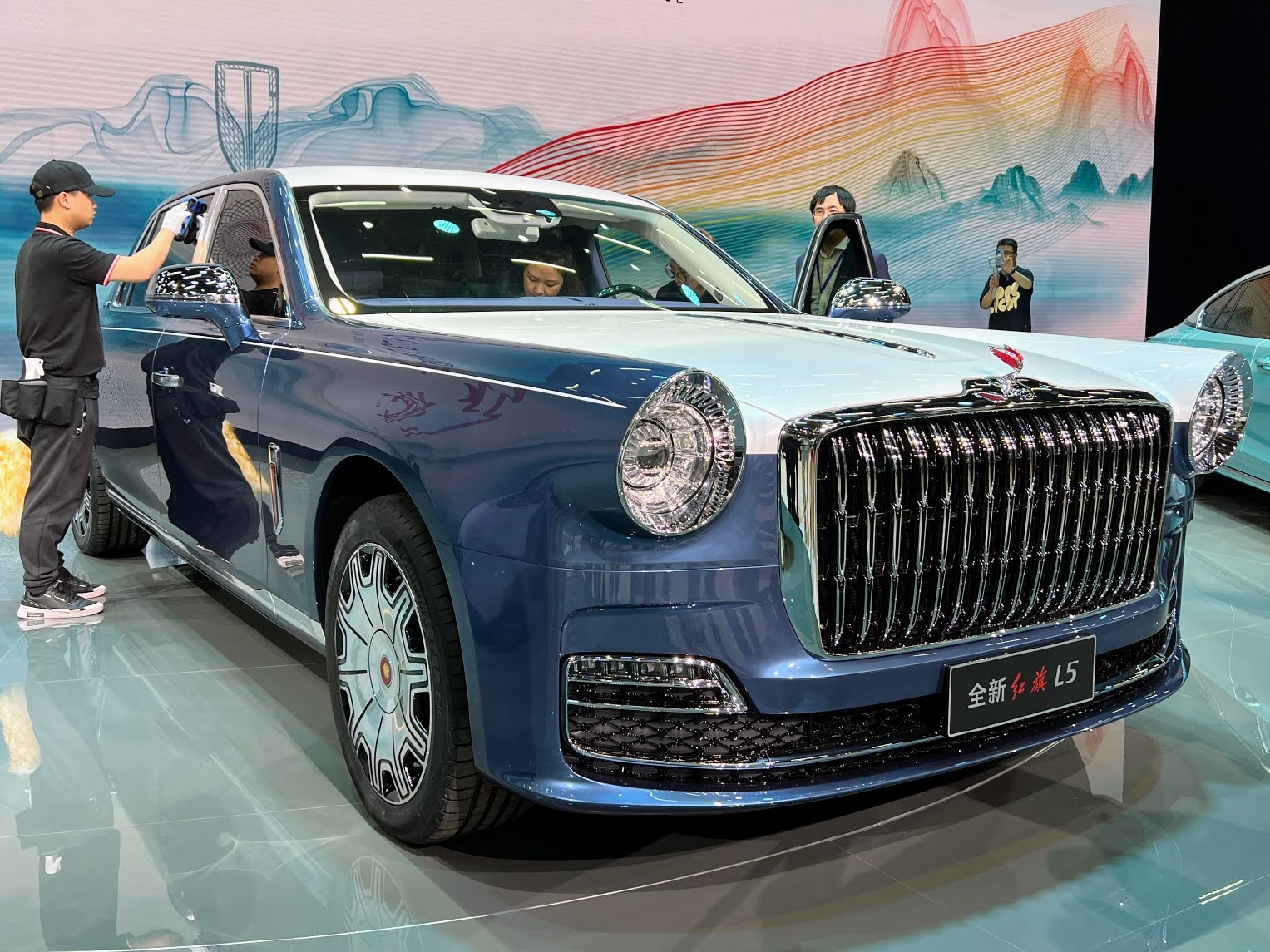
Hongqi L5 II
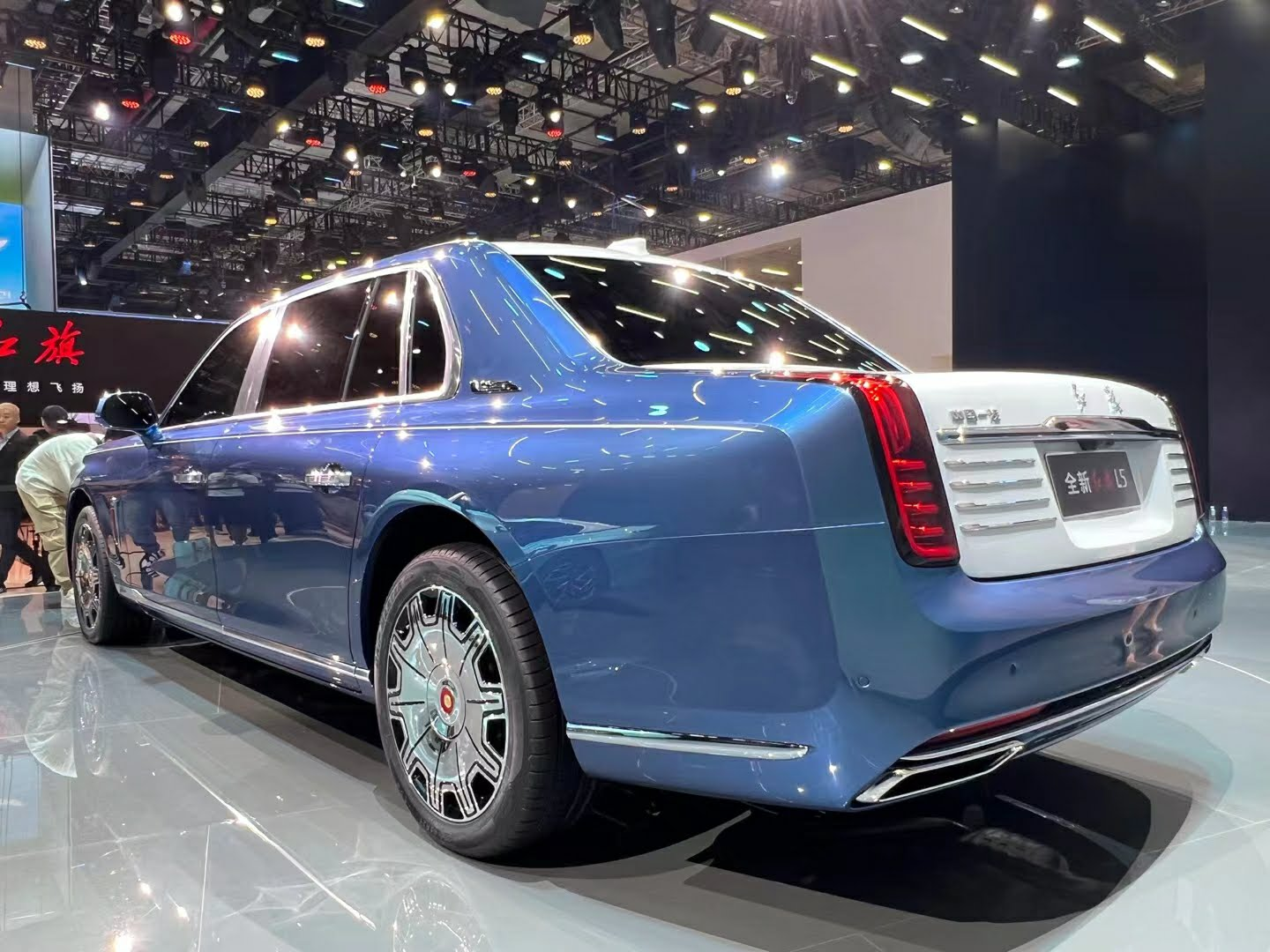
Hongqi L5 II
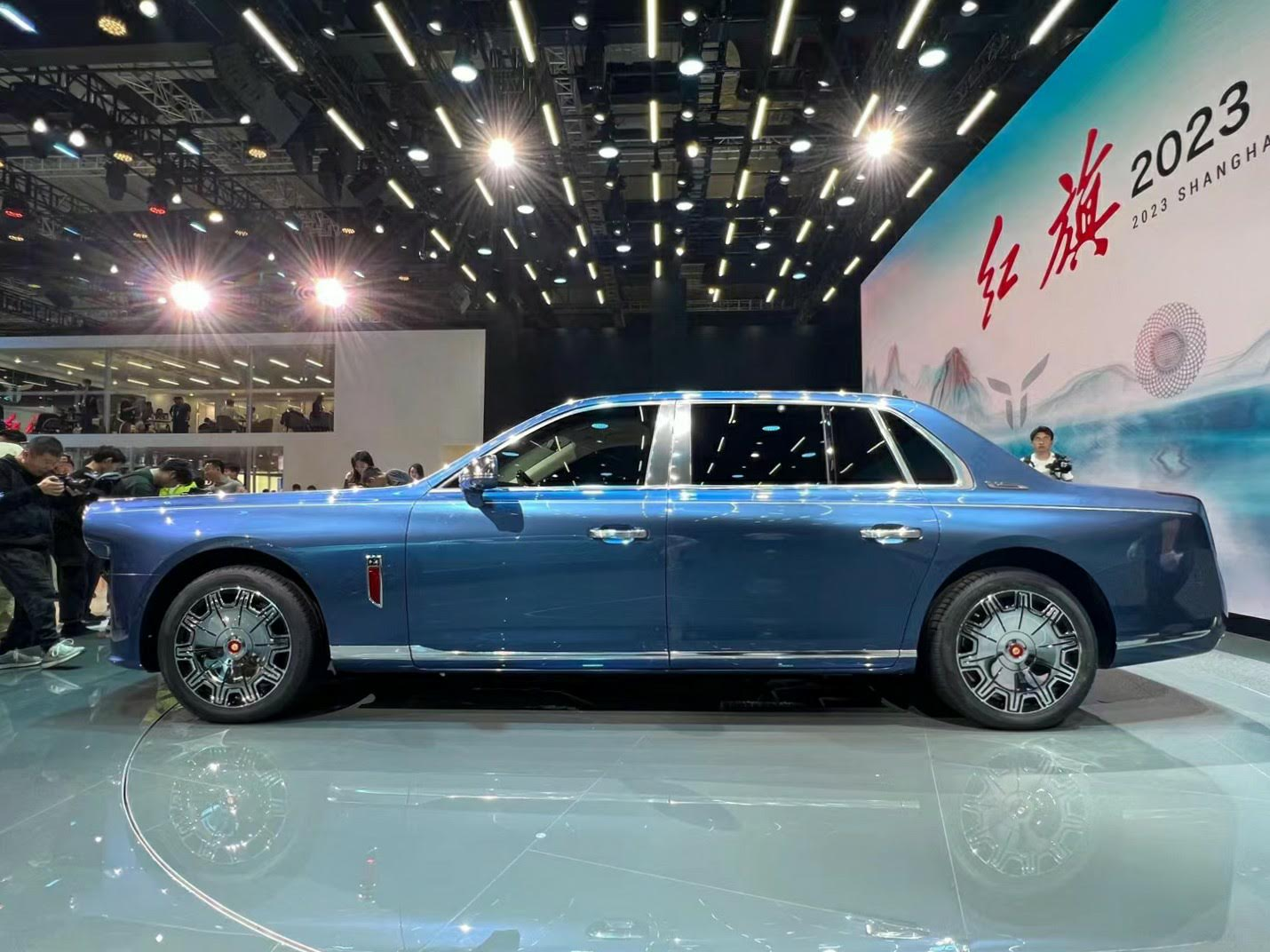
Hongqi L5 II